# Tomalá
Tomalá è un comune dell'Honduras facente parte del dipartimento di Lempira.
Il comune risultava come entità autonoma già nella divisione amministrativa del 1889.